# Соглашение СССР и Финляндии об Аландских островах
Соглашение СССР и Финляндии об Аландских островах — международный договор между Финляндией и СССР, подписанный 11 октября 1940 года в Москве председателем Совнаркома Вячеславом Молотовым и послом Финляндии в СССР Юхо Кусти Паасикиви. Договор определял военный статус территории Аландских островов и объявлял их демилитаризованной зоной.
Согласно договору Финляндия обязуется демилитаризовать Аландские острова, не укреплять их и не предоставлять их для вооружённых сил других государств. Объявлялся запрет на сохранение и строительство любых военных объектов, а существующие на островах фундаменты для установки артиллерии должны быть срыты. СССР получил право разместить на островах своё консульство, в задачи которого помимо обычных дипломатических функций входил контроль за соблюдением Финляндией условий соглашения о демилитаризации.
Соглашение было разорвано 25 июня 1941 после начала новых боевых действий между СССР и Финляндией. Однако после окончания Второй Мировой войны и подписания Соглашения о перемирии СССР и Великобритании с Финляндией 10 февраля 1947 года действие соглашения об Аландских островах полностью возобновлено.